# Congalach Cnogba
Conghalach Cnoghbha (Ortografía antigua: Congalach Cnogba o Congalach mac Máel Mithig) fue Rey Supremo de Irlanda, según las listas en los Anales de los Cuatro Maestros, entre 944 y 956. Congalach es uno de los doce "reyes de Irlanda" listados por el escriba original de los Anales de Úlster.
Miembro de los Síl nÁedo Sláine Reyes de Brega, rama de los Uí Néill del sur, Congalach era descendiente en décima generación de Áed Sláine, lo que fue esgrimido como base de su pretensión al trono. Por línea materna, Congalach era miembro de los Clann Cholmáin, la rama dominante de los Uí Néill del sur, nieto de Flann Sinna e hijo de la hermana de su predecesor como Rey Supremo Donnchad Donn. Los Anales de Inisfallen, más que reconocer a Congalach como único rey supremo, le suelen asociar con su habitual enemigo Ruaidrí ua Canannáin de Cenél Conaill.
Los anales irlandeses muestran a Congalach en guerra con la mayoría de sus vecinos, aliado y enemigo del rey Hiberno-nórdico de Dublín Amlaíb Cuarán. Congalach murió luchando contra los Laigin y los nórdicos de Dublín en 956, en una emboscada en Dún Ailinne (Condado de Kildare).